# Родинадзе, Хурие Хусеиновна
Хурие Хусеиновна Родинадзе (1926 год, село Ортабатуми, Батумский район, АССР Аджаристан, ССР Грузия — 1996, Батуми, Аджария, Грузия) — колхозница колхоза имени Берия Батумского района Аджарской АССР, Грузинская ССР. Герой Социалистического Труда (1949).

## Биография
Родилась в 1926 году в крестьянской семье в селе Ортабатуми (позднее вошло в состав городских границ Батуми под наименованием Батум-Орта; сегодня — северная часть города Чаисубани). После окончания местной школы с 1943 года трудилась на чайной плантации колхоза имени Берия Батумского района.
В 1948 году собрала 6238 килограмм чайного листа на участке площадью 0,5 гектаров. Указом Президиума Верховного Совета СССР от 29 августа 1949 года удостоена звания Героя Социалистического Труда за «получение высоких урожаев сортового зелёного чайного листа и табака в 1948 году» с вручением ордена Ленина и золотой медали «Серп и Молот» (№ 4510).
Этим же Указом званием Героя Социалистического Труда была награждена колхозница колхоза имени Берия Васпия Ибраимовна Брунджадзе.
После выхода на пенсию трудилась в колхозе до 1984 года. С 1981 года — персональный пенсионер союзного значения. Проживала в Батуми, где умерла в 1996 году.
Награды
- Герой Социалистического Труда
- Орден Ленина
- Орден Трудового Красного Знамени (19.07.1950)